# Isla Elefanta
La isla Elefanta (también llamada Gharapuri (literalmente "ciudad de grutas") o Isla Pory) es una de las islas en el área del Puerto de Bombay, al este de Bombay, India.

## Atracciones turísticas y accesibilidad
La isla es un destino turístico frecuentado por  las grutas de Elefanta , templos cavados en las rocas. Es fácilmente accesoble por ferry desde Bombay, en un viaje de aproximadamente 10 km. Los navíos parten desde la Puerta de la India, en un viaje que dura alrededor de una hora en cada sentido.Los billetes se pueden comprar en la propia Puerta. El primer ferry sale a las 9 de la mañana y el último a las 2 de la tarde. Desde el embarcadero de la isla, una pasarela conduce a unas escaleras que suben a las famosas cuevas.
También hay un tren de vía estrecha desde la zona de botes del muelle hasta la base de las escaleras que suben a las cuevas (unos 600 metros). A lo largo del camino, los vendedores ambulantes venden souvenirs como collares, tobilleras, piezas de exhibición y llaveros. También hay puestos para comprar comida y bebidas. Los pequeños monos juegan a los lados del camino, y de vez en cuando roban objetos a los vendedores ambulantes, los cubos de basura y los turistas.
El Mumbai Port Trust (MbPT) tiene previsto conectar la isla desde Haji Bunder, en Bombay, mediante un teleférico. Una vez construido, sólo se tardará 14 minutos en llegar al lugar declarado Patrimonio de la Humanidad por la UNESCO, mientras que actualmente el ferry tarda alrededor de una hora.

## Historia
Conocida en la antigüedad como Gharapuri (o "lugar de las cuevas"), el nombre de la isla de Elefanta (en portugués: ilha do Elefante), fue dado por exploradores portugueses del siglo XVI, tras ver una escultura monolítica de basalto de un elefante encontrada cerca de la entrada. Decidieron llevársela a casa, pero acabaron arrojándola al mar porque sus cadenas no eran lo suficientemente fuertes. Más tarde, esta escultura fue trasladada por los británicos a los jardines Victoria y luego al Museo Victoria y Alberto (actual Museo Dr. Bhau Daji Lad) de Bombay. Esta isla fue en el pasado la capital de un poderoso reino local. En el Manuscrito F de Leonardo da Vinci (conservado en la Biblioteca Nacional de Francia) hay una nota en la que dice "Mapa de Elefanta en la India que tiene Antonello el mercerero". No está claro quién pudo ser este viajero florentino, Antonello.

## Orientación
La isla tiene una superficie de 16 km². Está situada aproximadamente a 18.95°N 72.93°E. La zona está bajo la jurisdicción del distrito de Raigad en Maharashtra.

## Estructura agrícola
La isla está densamente arbolada con palmeras, mangos y tamarindos.

## Habitantes
Tiene una población de unos 1200 habitantes que se dedican principalmente al cultivo de arroz, pesca y reparación de barcos. Hay dos cañones de la época británica en la cima. Recientemente se ha construido una pequeña presa para retener el agua de lluvia, pero esa parte de la isla es de propiedad privada y no es accesible para los turistas.
Hay un total de tres pueblos: Shentbandar, Morabandar y Rajbandar, de los cuales Rajbandar es la capital. En Shentbandar se pueden ver cuevas y puestos. Morabandar cuenta con un espeso bosque. No se permite pasar la noche a los turistas. El primer ferry de vuelta sale a las 12:30 y el último a las 18:30.

## Galería

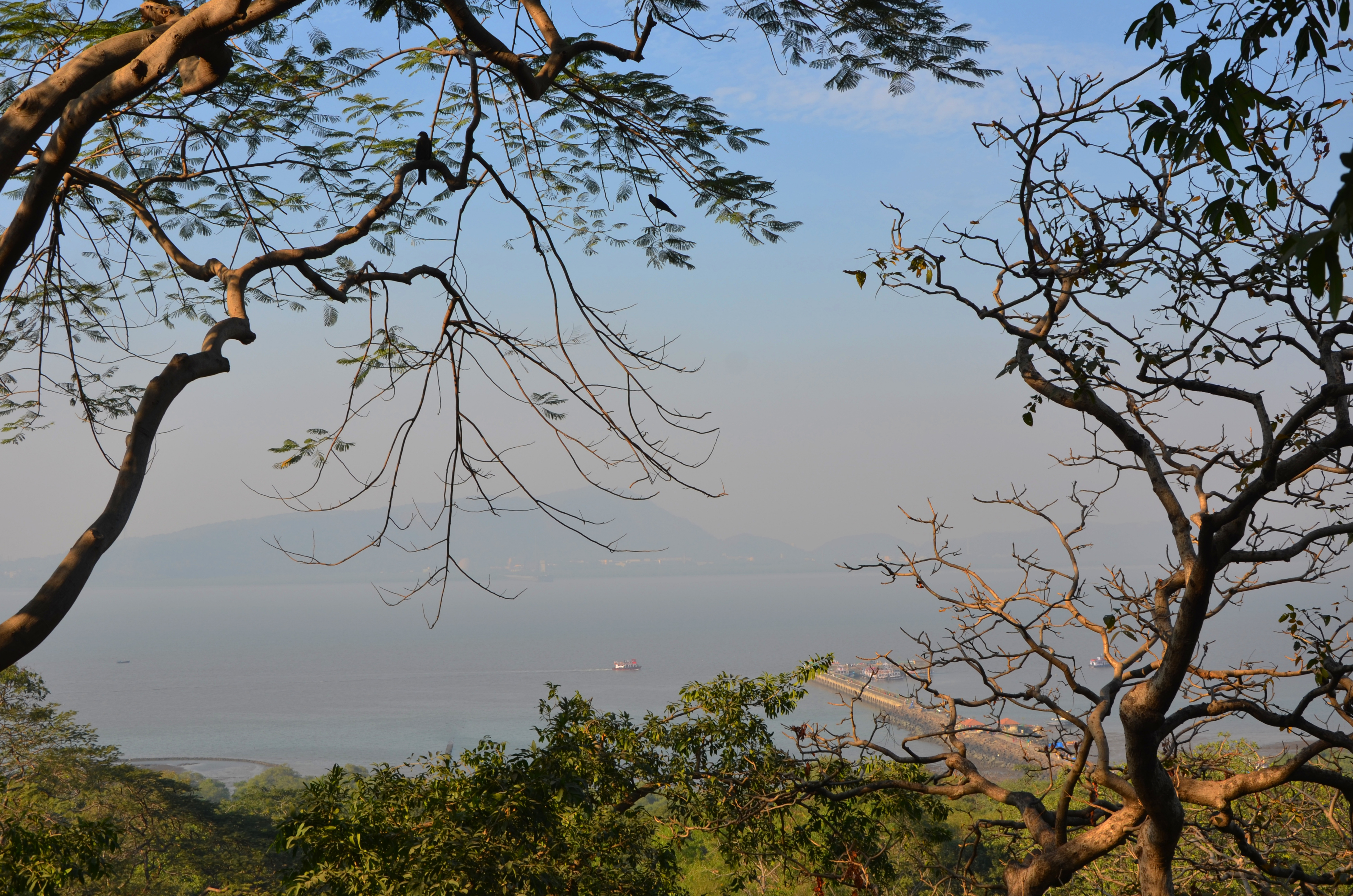
Vista del embarcadero de la isla de Elephanta, desde las grutas de Elefanta
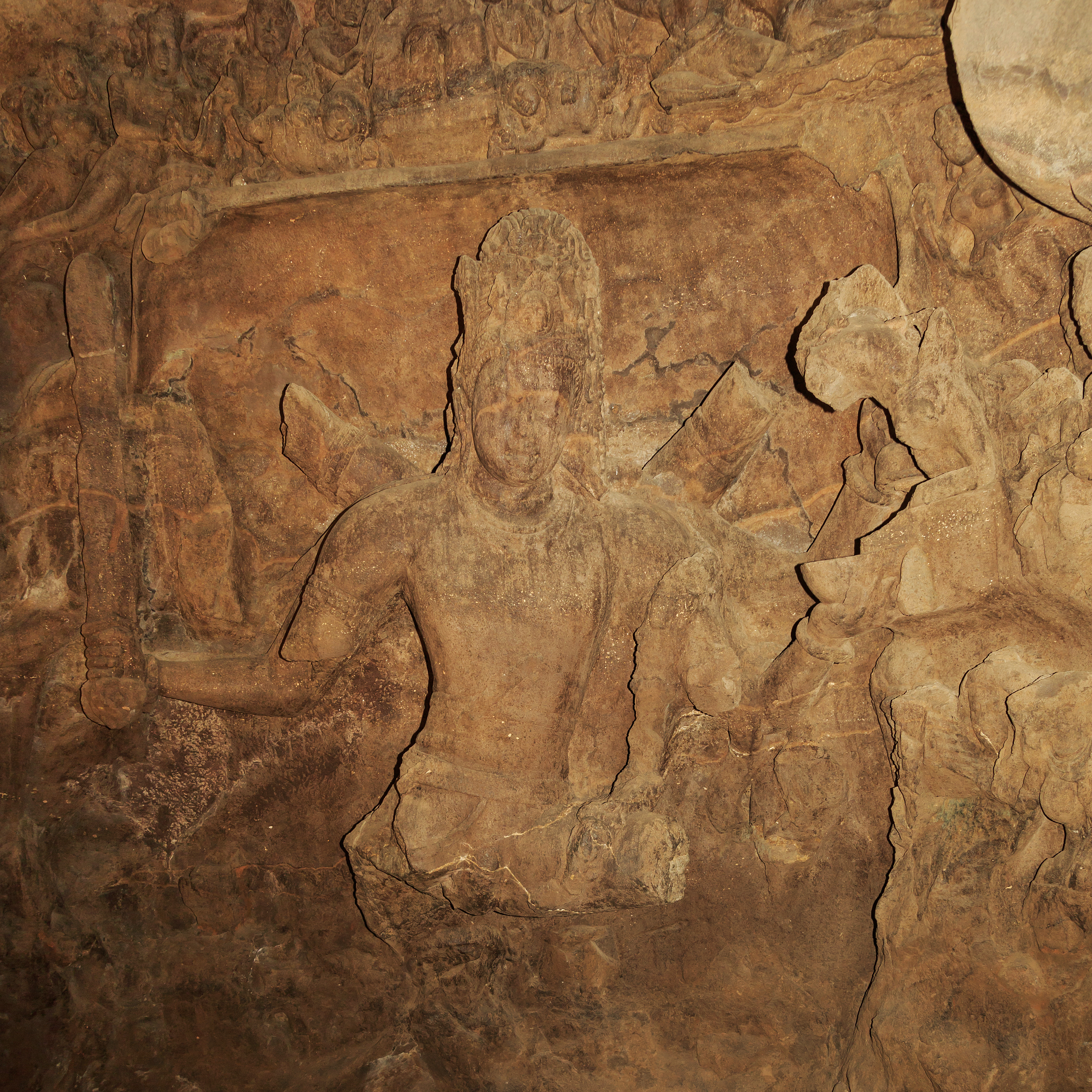
Un relieve de las grutas de Elefanta
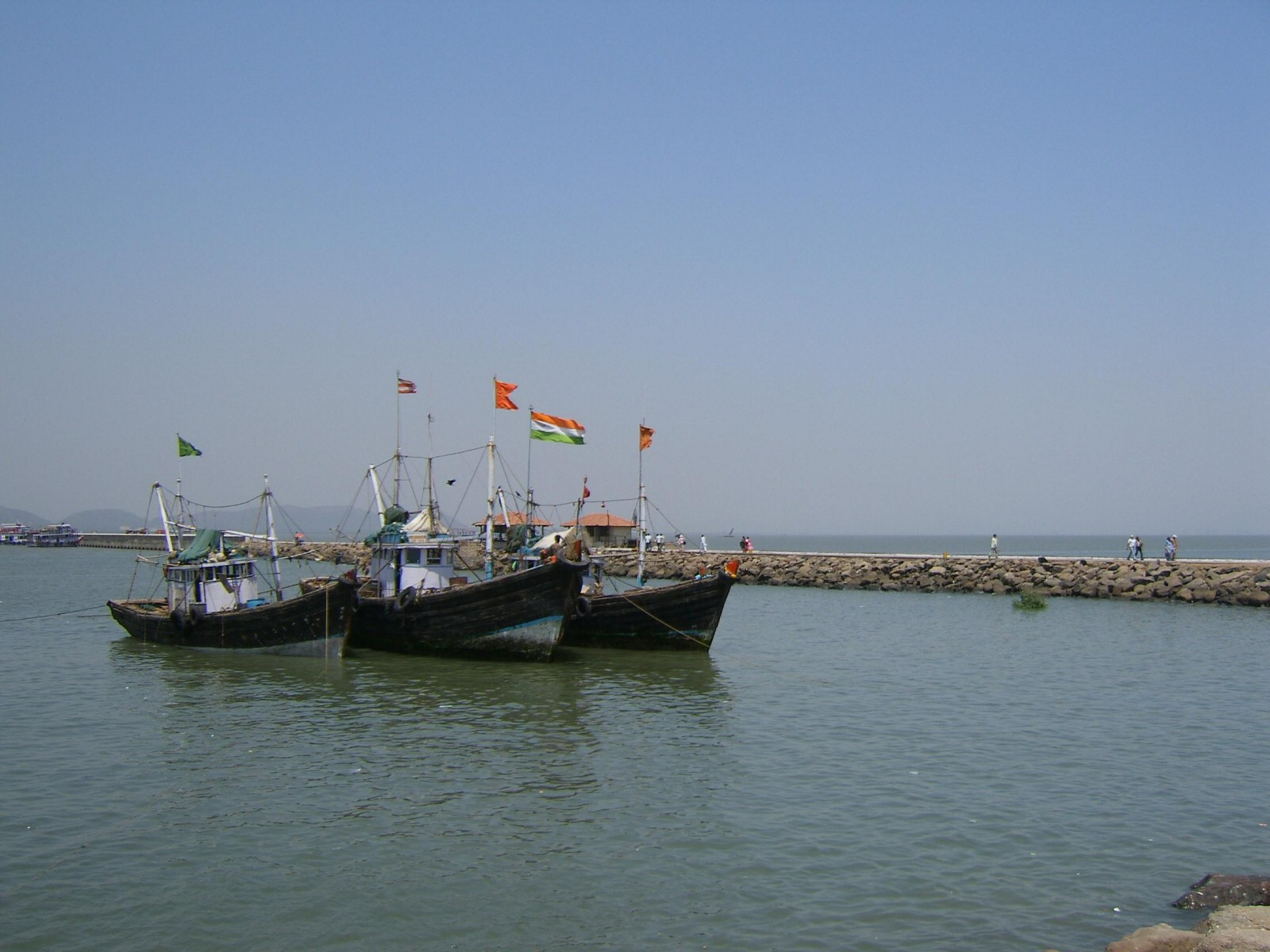
Barcos de pescadores que viven en la isla
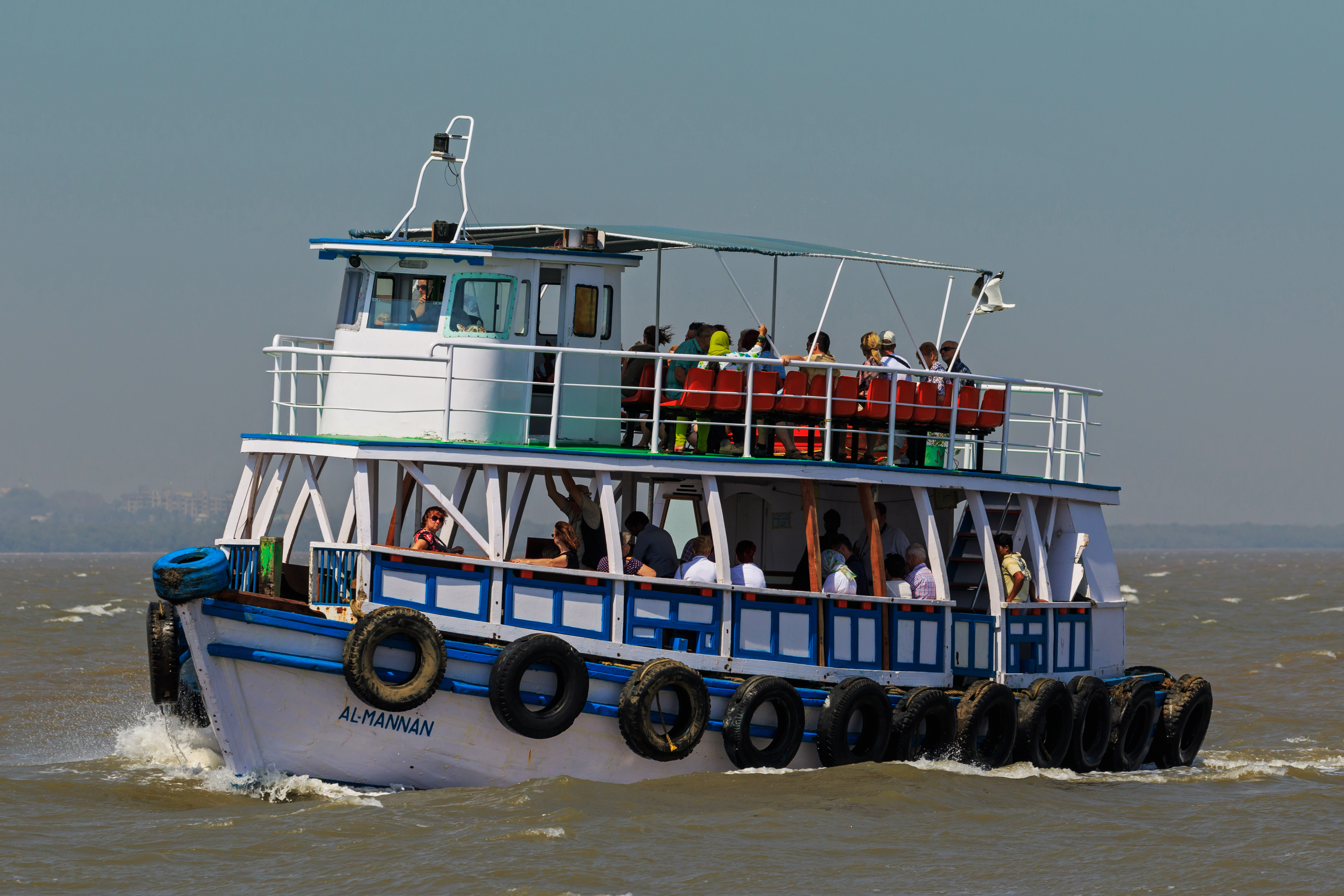
Ferry Elefanta-Bombay
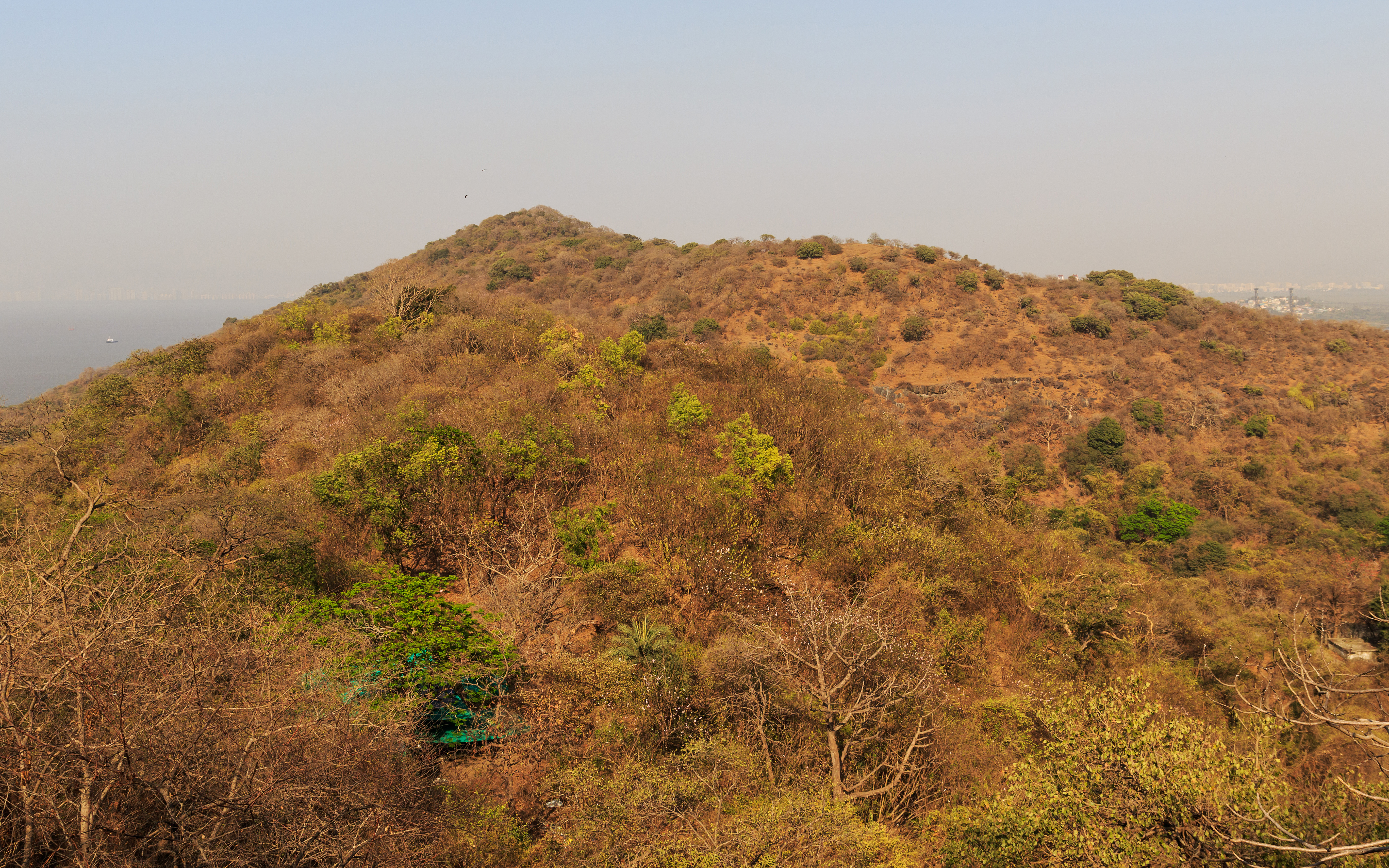
Vista desde Cannon Point
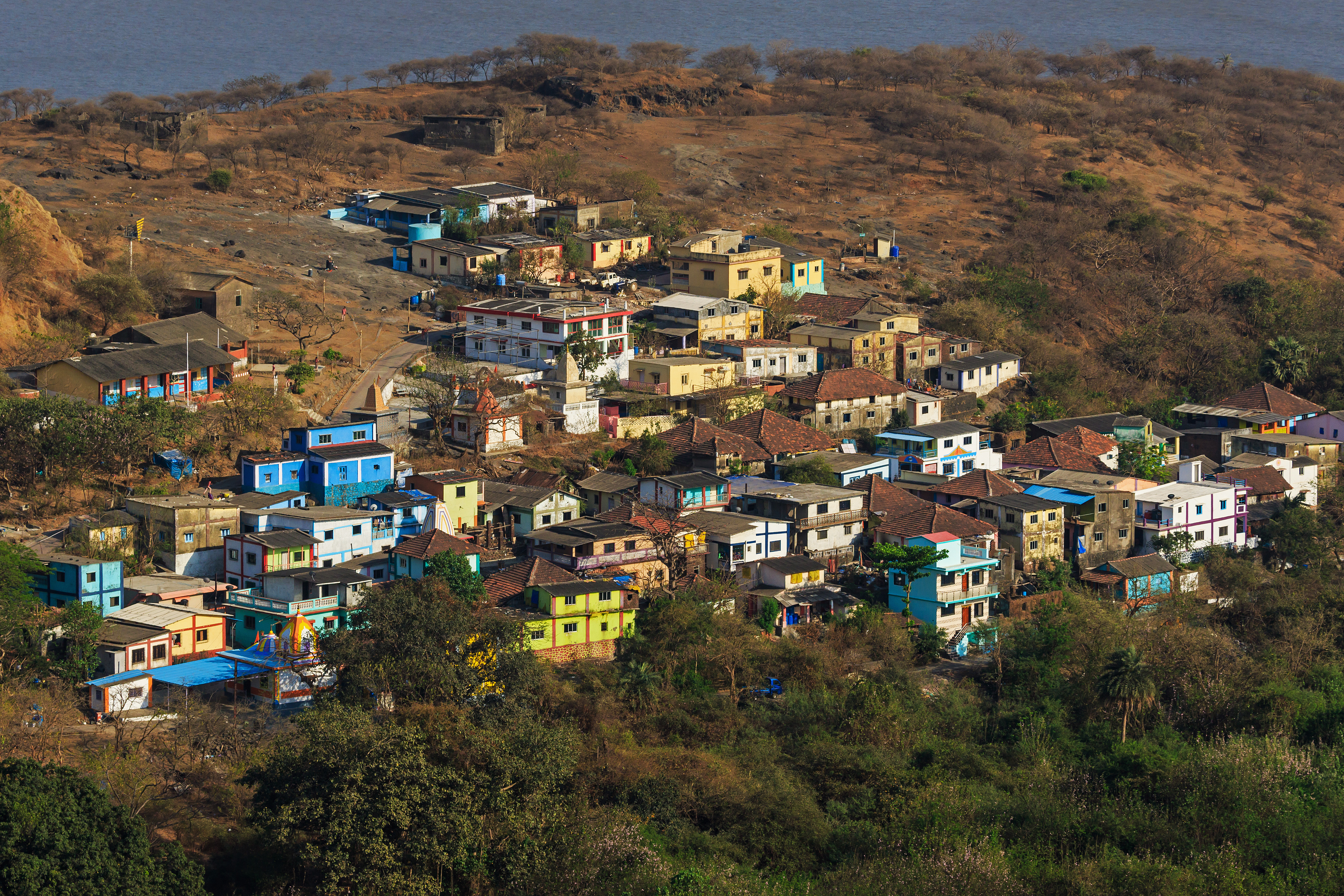
Casas en la isla de Elefanta